# Les Voitures qui ont mangé Paris
Pour plus de détails, voir Fiche technique et Distribution.
Les Voitures qui ont mangé Paris (The Cars That Ate Paris) est un film australien réalisé par Peter Weir, sorti en 1974.
L'intrigue est située dans un petit village de fiction appelé Paris. Le film a été en réalité tourné à Sofala (en), un village d'environ 200 habitants situé en Nouvelle-Galles du Sud, au sud-est de l'Australie.

## Synopsis
Arthur qui, à la suite d'un accident de la route sur une route de campagne, se retrouve bloqué dans la petite ville isolée de Paris, en Australie, s'aperçoit peu à peu que les habitants de cette ville provoquent et vivent des accidents de la route. Un soir, une escouade de véhicules monstrueux, conduites par des délinquants, attaque la ville.

## Fiche technique
- Titre français : Les Voitures qui ont mangé Paris
- Titre alternatif (en vidéo) : Killing Cars
- Titre américain : The Cars that eat people
- Titre original : The Cars That Ate Paris
- Réalisation : Peter Weir
- Scénario : Peter Weir, Keith Gow et Piers Davies
- Direction artistique : David Copping
- Photographie : John R. McLean
- Montage : Wayne LeClos
- Musique : Bruce Smeaton
- Production : Hal et Jim McElroy
- Sociétés de production : The Australian Film Development Corporation, Royce Smeal Film Productions et Salt-Pan
- Distribution :  New Line Cinema,
- Budget : 250,000$[1]
- Pays d'origine : Australie
- Format : Couleurs (Eastmancolor) - 2,35:1 - Dolby Digital
- Genre : comédie horrifique, fantastique
- Durée : 91 minutes
- Dates de sortie[2] :

 États-Unis : octobre 1974 (Festival international du film de Chicago)
 Australie : 10 octobre 1974
 États-Unis : juin 1976

## Distribution
- John Meillon : Le maire
- Terry Camilleri : Arthur Waldo
- Kevin Miles : Docteur Midland
- Rick Scully : George Waldo
- Max Gillies : Metcalfe
- Danny Adcock : Policier
- Bruce Spence : Charlie
- Kevin Golsby : Assureur
- Chris Haywood : Darryl
- Peter Armstrong : Gorman
- Joe Burrow : Ganger
- Deryck Barnes : Al Smedley
- Edward Howell : Tringham
- Max Phipps : Mulray
- Melissa Jaffer : Beth
- Tim Robertson : Les

## Autour du film
- Peter Weir a eu l'idée du scénario de ce film lors de son voyage en Europe. Un jour qu'il traversait une route française, il fut poussé à faire demi-tour par des individus indiquant des travaux qui semblaient ne pas exister.
- Terry Camilleri retrouvera Peter Weir pour un petit rôle dans The Truman Show (1998).
- La séquence d'ouverture est inspirée d'une publicité pour cigarettes qui passait alors dans les salles australiennes.
- Aux États-Unis, le film est sorti sous le titre The Cars that eat people et majoritairement remonté (74 minutes contre 91 minutes pour la version originale). Ces changements provoquent la colère de Peter Weir, qui estime que la version américaine ne met en lumière que la violence de l'histoire sortie de son contexte[3].